# Agape, Chione und Irene

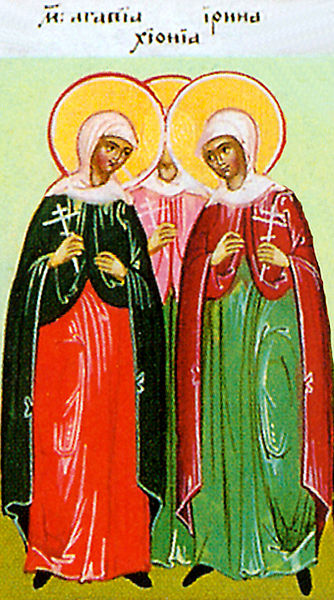
Agape, Chione und Irene

Agape, Chione und Irene (Αγάπη, Χιονία και Ειρήνη, † 1. April 304 in Thessaloniki) waren drei geweihte Jungfrauen, die während der diokletianischen Christenverfolgung das Martyrium erlitten. 
Die drei Schwestern stammten nach unterschiedlichen Berichten aus Aquileia oder Thessaloniki. Sie waren christliche Jungfrauen, Töchter aus einer heidnischen Familie. In ihrer Jugend lernten sie den christlichen Glauben kennen und bekehrten sich zum Christentum. 
303 flohen sie wegen der Christenverfolgung unter Diokletian in die Berge, wurden dort aber gefunden und verhaftet. Sie sollten Götzenopferfleisch essen und den römischen Göttern opfern. Da sie sich weigerten, wurden sie deshalb zum Tod durch Verbrennen verurteilt. Das Martyrium beruht auf den echten Protokollen ihres Prozesses, die in griechischer Sprache erhalten geblieben sind. Die lateinische Übersetzung stammt von Kardinal Sirleto († 1585).
Roswitha von Gandersheim hat das Schicksal der Märtyrinnen in dem Drama Das Leiden der heiligen Jungfrauen Agape, Chionia, Irene  oder Dulcitius (nach dem römischen Offizier, der sie folterte) behandelt.
Gedenktag in der Liturgie:
- katholisch: 1. April
- orthodox: 16. April
- syrisch: 2. April